# Olešná, Čadca
Olešná este o comună slovacă, aflată în districtul Čadca din regiunea Žilina, pe malul râului Q12772987⁠(d). Localitatea se află la altitudinea de 449 m deasupra n.m., se întinde pe o suprafață de 19,77 km2 și în 2017 număra 1.939 de locuitori.

## Istoric
Localitatea Olešná este atestată documentar din 1619.

## Demografie
| An:                | 1994 | 2004   | 2014   | 2024   |
| ------------------ | ---- | ------ | ------ | ------ |
| Număr de persoane: | 2184 | 2047   | 1949   | 1890   |
| Diferență:         |      | −6,27% | −4,78% | −3,02% |

| An:                | 2023 | 2024   |
| ------------------ | ---- | ------ |
| Număr de persoane: | 1900 | 1890   |
| Diferență:         |      | −0,52% |